# Andréa Lardez
Andréa Lardez (Poissy, 23 gennaio 1994) è una calciatrice francese, difensore del Bordeaux.

## Carriera

### Club
Nata a Poissy ma cresciuta con la famiglia a Mont-de-Marsan, Lardez si appassiona al calcio fin da giovanissima, iniziando l'attività sportiva nelle formazioni giovanili miste della squadra locale, rimanendo l'unica ragazza in una squadra di maschi per lungo tempo.
Nell'estate 2011 decide di trasferirsi alla Entente Sportive Blanquefortaise (ESB), società polisportiva con sede a Blanquefort che ha tra le sue discipline sportive una storica squadra di calcio femminile potendo così proseguire l'attività agonistica. Veste la casacca neroverde della società per quattro stagioni, disputate tutte in Division 2 Féminine, secondo livello del campionato francese femminile di calcio, maturando in campionato 86 presenze siglando 16 reti, alle quali si sommano le 8 presenze in Coppa di Francia.
Durante l'estate 2015, con l'avvio della collaborazione tra l'ESB e il Bordeaux maschile, club che desideroso di creare una sezione femminile decide di assorbire la squadra di Blanquefort, Lardez è tra le calciatrici che sono convocate a creare la rosa della nuova squadra che, diretta dal tecnico Théodore Genoux, disputa la stagione 2015-2016. Il Bordeaux gioca un campionato di vertice, contendendo allo Yzeure il primo posto in classifica e riuscendo a fine torneo a superare le avversarie, entrambe con 77 punti e 17 vittorie, 4 pareggi e una sconfitta, in virtù della migliore differenza reti, e aggiudicarsi così la storica promozione in Division 1 Féminine; la squadra tuttavia in Coppa di Francia viene eliminata dal Rodez agli ottavi di finale. Per lei 22 presenze da titolare in campionato, con 2 reti siglate, e 3 in Coppa.
Resta legata alla società anche per le stagioni successive, rinnovando il contratto in due occasioni, l'ultima con scadenza estate 2021, contribuendo nella crescita della competitività della sua squadra fino al terzo posto nel campionato 2019-2020, dietro al Paris Saint-Germain, e le semifinali di Coppa di Francia. Lardez disputa la sua partita nr. 100 di campionato con la maglia del Bordeaux alla 16ª giornata, nella vittoria esterna per 4-0 sulle avversarie del Soyaux, l'ultimo incontro del torneo prima della definitiva sospensione a causa della pandemia di COVID-19 che ha colpito la Francia.

## Palmarès

### Club
- Campionato francese di seconda divisione: 1

Bordeaux: 2015-2016